# Henry Mann
Henry Berthold Mann, ursprünglich Heinrich Mann, (* 27. Oktober 1905 in Wien; † 1. Februar 2000 in Tucson) war ein US-amerikanischer Mathematiker, der sich mit Statistik, Kombinatorik, Algebra und Zahlentheorie beschäftigte.

## Leben und Werk
Mann wurde 1935 an der Universität Wien bei Philipp Furtwängler promoviert mit einer Arbeit über algebraische Zahlentheorie (Darstellung der relativ primen Restklassen nach Primidealpotenzmoduln durch eine unabhängige Basis). Nach einem Jahr als Schullehrer und danach als Tutor und Forscher (als Jude konnte er zum damaligen Zeitpunkt keine Anstellung bekommen) emigrierte er 1938 in die USA. Auch dort arbeitete er zunächst als Tutor, veröffentlichte aber schon über Statistik, speziell das statistische Design von Experimenten, worüber er 1949 ein Buch schrieb. 1941 erhielt er ein Carnegie-Stipendium, um über mathematische Statistik bei Abraham Wald an der Columbia University zu arbeiten. 1943/44 war er Instructor am Bard College in Annendale in New York. Nach Forschungsstellen an der Ohio State University (1944/45) und der Brown University (1945) war er 1946 Associate Professor an der Ohio State und 1948 voller Professor. 1964 emeritierte er an der Ohio State und wurde Professor an der University of Wisconsin (an der er schon zuvor Gastprofessor war und für das Army Mathematical Research Center forschte) und 1971 an der University of Arizona in Tucson. 1975 setzte er sich endgültig zur Ruhe.
1949/50 war er Gastprofessor an der University of California, Berkeley.
1941 bewies er eine Vermutung von Lew Schnirelmann und Edmund Landau in der additiven Zahlentheorie, über die er in einer Vorlesung von Alfred Brauer gehört hatte. Dafür erhielt er 1946 den Colepreis in Zahlentheorie. Das Theorem war auch als ({\displaystyle \alpha +\beta })-Hypothese bekannt und besagt, dass, falls {\displaystyle A} und {\displaystyle B} Untermengen der natürlichen Zahlen {\displaystyle \mathbb {N} } sind, für die direkte Summe {\displaystyle A\oplus B\neq \mathbb {N} } gilt
{\displaystyle \sigma (A\oplus B)\geq \sigma (A)+\sigma (B)}.
Dabei sind {\displaystyle \sigma } die Schnirelmann-Dichten der Untermengen
{\displaystyle \sigma (A)=\inf _{n\in \mathbb {N} }{\frac {A(n)}{n}}}
und A(n) die Anzahl der Elemente von A kleiner oder gleich n.
Daneben beschäftigte er sich mit Kombinatorik, algebraischer Zahlentheorie, Gruppentheorie und Galoistheorie, Statistik und Wahrscheinlichkeitstheorie.
Er war seit 1935 verheiratet und hatte einen Sohn.

## Schriften
- Analysis and Design of Experiments. Dover, New York 1949
- Introduction to algebraic number theory. Ohio State University Press 1955
- Addition Theorems: the addition theorem of group theory and number theory. Wiley 1965